# Monguor
Els Tu (xinès: 土族) també coneguts com els Monguor (en monguor: mongghul; xinès: 蒙古尔) són un dels 56 grups ètnics reconeguts oficialment pel govern de la República Popular de la Xina. Amb una població aproximada de 200.000, habiten principalment a la província de Qinghai, encara que també es poden trobar alguns grups a Sichuan.

## Llengua
Els monguor tenen el seu propi idioma, el monguor, pertanyent al grup de les llengües altaiques. Gran part del seu vocabulari és molt similar a l'idioma mongol encara que també comparteix característiques amb la llengua dels dongxiang i els bonan. L'idioma monguor té tres dialectes diferents. Fins fa poc temps, aquest idioma no tenia llenguatge escrit, de manera que s'utilitzaven els alfabets tibetans i xinesos. El 1979 es va desenvolupar un sistema d'escriptura, basat en el sistema xinès, que va quedar ràpidament implantat entre els tu.

## Història
La relació històrica entre aquest poble i el mongol sembla evident. Els Tu es diuen a si mateixos Mongguer (mongols) o Chahan Mongguer (mongols blancs), el que indica que en els seus orígens amb dues ètnies van estar estretament relacionades. Existeixen altres versions que relacionen als Tu amb l'antic poble nòmada dels Tuguhun. Els tu es van establir en les àrees que habiten en l'actualitat i començar a conrear les terres. Igual que els va passar a altres minories, aviat es van veure sotmesos per altres ètnies majoritàries.

## Cultura
Els vestits tradicionals dels Tu estan realitzats amb teles amb rics brocats. Els vestits femenins tenen més colorit que els masculins, ja que els homes Tu solen utilitzar teles fosques per vestir-se. Les dones vesteixen amb jaquetes curtes, cordades al costat que completen amb una armilla.
Fins fa pocs anys, l'edat ideal de matrimoni per a una dona teu eren els 15 anys. Si una jove no havia contret matrimoni als 20 anys, se li permetia mantenir relacions amb qualsevol home del poble. Si d'aquestes relacions naixia algun fill, la comunitat sencera es feia càrrec de la seva educació. Les noies solteres indiquen el seu estatus pentinant els seus cabells amb una única trena.
Els habitatges teu es construeixen al voltant d'un pati central de forma quadrangular al que denominen ma. Les cases es construeixen amb murs d'elevada altura amb columnes realitzades amb pedres blanques que serveixen per espantar els mals esperits. La cuina se situa a la part est de l'habitatge, mentre que la zona destinada a habitatge principal se situa a la part sud del pati central.

## Religió
Influenciats pels Tibetans, alguns tu s'han convertit al budisme en els últims anys. No obstant això, el xamanisme continua sent molt important entre els membres d'aquesta ètnia. Els tu adoren al déu de l'abundància, al déu de la cuina i a altres déus. El déu de la família és considerat el protector familiar, de manera que se li venera de forma especial. Cada poble tu té un xaman que els orienta en els assumptes espirituals.
Els Tu realitzen cada any el "festival Nadun" que gira entorn del Fala, un mèdium Tu. Durant el festival, aquest médium travessa el seu cos amb 12 agulles de ferro, entrant en contacte amb el déu Erlang.